# Iwakurova mise

Fotografie vedoucích členů Iwakurovy mise, byla pořízena v roce 1872 v San Francisku. Uprostřed sedí vedoucí japonských diplomatů Tomomi Iwakura. Zleva: Takajoši Kido, Masuka Jamaguči, Tomomi Iwakura, Hirobumi Itó, Tošimiči Ókubo.

Iwakurova mise (岩倉使節団, Iwakura Šisecudan) byla japonská diplomatická cesta do Spojených států a Evropy, kterou v letech 1871–1873 podnikli přední státníci a vědci období Meidži. Nejednalo se o jedinou takovou misi, ale tato mise je nejznámější a pravděpodobně nejvýznamnější z hlediska jejího dopadu na modernizaci Japonska, po dlouhém období izolace od Západu. Misi poprvé navrhl vlivný nizozemský misionář a inženýr Guido Verbeck a do jisté míry vycházela ze vzoru Velkého vyslanectví Petra I..
Cíl mise byl trojí: získat uznání pro nově obnovenou císařskou dynastii pod vedením císaře Mejdžiho, zahájit předběžná nová jednání o nerovnoprávných smlouvách s dominantními světovými mocnostmi a provést komplexní studium moderních průmyslových, politických, vojenských a vzdělávacích systémů a struktur ve Spojených státech a Evropě. Tento třetí bod je považován za nejdůležitější a po skončení mise měli za úkol napsat souhrnnou zprávu, v níž měli vysvětlit s čím se setkali a co by doporučili za vhodné pro přijetí japonskou společností.
Iwakurova mise následovala po několika podobných misích, které šógunát vyslal již dříve, jako mise do Spojených států v roce 1860, první japonská mise v Evropě v roce 1862 a druhá mi se v Evropě v roce 1863.

## Účastníci

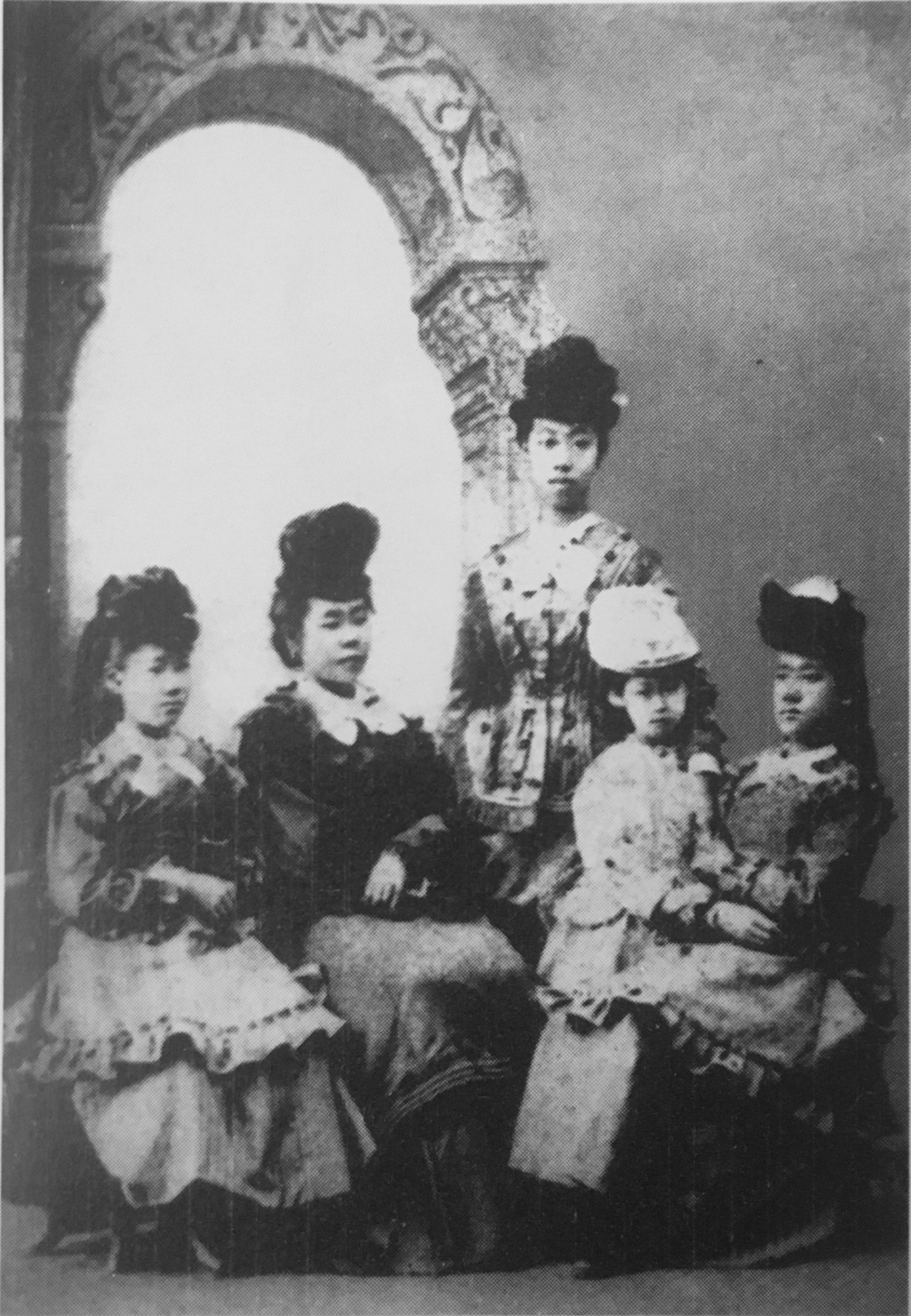
První japonské zahraniční studentky, zleva Šige Nagai (10), Tei Ueda (14), Ryo Jošimacu (14), Umeko Cuda (6) a Sutemacu Jamakawa (11).

Mise byla pojmenována a vedena Tomomim Iwakurou, který zastával funkci mimořádného zplnomocněného velvyslance, kterému asistovali čtyři zástupci velvyslance, z nichž tři (Tošimiči Ókubo, Takajoši Kido a Hirobumi Itó) byli zároveň ministry japonské vlády. Oficiální deník o cestě zapisoval Iwakurův soukromý tajemník Kunikate Kume. Deník výpravy, vyšel v roce 1878 v pěti svazcích pod názvem Pravdivá zpráva z cesty speciální výpravy po Americe a Evropě (特命全権大使米欧回覧実記, Tokumei zenken taiši beió kairan džikki) a poskytl detailní popis japonských pozorování Spojených států a rychle se industrializující západní Evropy.
Mise se zúčastnila také řada administrativních pracovníků a vědců o celkovém počtu 48 osob. Kromě zaměstnanců mise, se k cestě z Jokohamy připojilo také cca 53 studentů a doprovodných osob. Několik studentů zůstalo v zahraničí, aby si doplnilo vzdělání v cizích zemích, a to včetně pěti mladých dívek, které zůstaly ve Spojených státech, aby zde studovaly. Jednou z nich byla i šestiletá Umeko Cuda, která po návratu do Japonska, založila v roce 1900 Institut anglických studií (女子英学塾, Džoši eigaku džuku), z něhož se později stala Univerzita Cuda. Další byly Šigeko Nagai, pozdější baronka a Šigeko Urjú, a také Sutemacu Jamakawa, pozdější princezna Sutemacu Ójama.
- Ve Spojených státech zůstal jako student i Kentaró Kaneko, který byl v roce 1890 představen Theodoru Rooseveltovi. Stali se přáteli a jejich vztah později vyústil v Rooseveltovo mediaci Rusko-japonské války a Portsmouthskou smlouvu.

- Nobuaki Makino, který byl jedním ze studentů Iwakurovy mise, si ve svých pamětech poznamenal: „Spolu se zrušením systému han, je třeba uvést vyslání Iwakurovy mise do Ameriky a Evropy jako nejdůležitější událost, která po Reformách Meidži vybudovala základy našeho státu.”
- Čómin Nakae, který byl členem štábu mise a Ministerstva spravedlnosti, zůstal ve Francii, aby studoval francouzský právní systém u radikálního republikána Émila Acollase. Později se stal novinářem, myslitelem a překladatelem a představil Japonsku francouzské myslitele jako Jeana-Jacquese Rousseaua.

## Plán cesty

### Spojené státy americké
Mise vyplula z Jokohamy na lodi SS America (1869) 23. prosince 1871. Směřovala do San Francisca kam dorazila 15. ledna 1872. Odtud cestovala vlakem přes Salt Lake City a Chicago, aby nakonec 29. února dorazila do Washingtonu. Pobyt mise ve Spojených státech byl prodloužen o pokus vyjednat nová smluvní práva, což si vyžádalo návrat dvou členů výpravy do Japonska, aby zde získali potřebné zastupitelské dopisy. Členové Iwakurovy mise se živě zajímali o školství a získávání dalších informací o vzdělávací politice. Výsledkem byly exkurze do škol, univerzit a průmyslových podniků v Bostonu, New Yorku a Washingtonu.
Při neúspěšných pokusech o nové projednání stávajících nerovnoprávných smluv se nakonec skupina vydala v srpnu 1872 do Spojeného království.

### Spojené království
Dne 17. srpna 1872 připlula Iwakurova mise na parníku Cunard Olympus do Liverpoolu. Skupina odtud vyrazila přes Manchester do Londýna, kde strávila většinu konce srpna a začátku září. V Londýně a jeho okolí si prohlédla politické, akademické a vojenské instituce, navštívila Britské muzeum, cestovala nově vybudovaným londýnským metrem a zúčastnila se hudebních koncertů v Royal Albert Hall. Po návštěvě královských loděnic v Portsmouthu a jednodenní návštěvě Brightonu se mise rozdělila na menší skupiny, které navštívily mimo jiné Blair Atholl na Skotské vysočině, Edinburgh, Yorkshire Dales a průmyslová centra Manchester, Glasgow, Edinburgh, Newcastle upon Tyne a Bradford.
Tomomi Iwakura vedl delegaci z Manchesteru a Liverpoolu. Návštěva, která vyvrcholila 7. října kulturní recepcí a banketem. V Glasgow se delegace ubytovala v Erskine House jako hosté lorda Blantyrea a prohlédla si zařízení na stavbu lodí a výrobu oceli na březích řeky Clyde. Do Newcastlu upon Tyne skupina dorazila 21. října a ubytovala se v hotelu Royal Station, kde se setkala s průmyslníkem sirem Williamem Armstrongem. Hlavním výsledkem návštěvy bylo získání významných nových exportních zakázek na lodě a výzbroj z místních továren.
| „                                           | Pánové byli oblečeni v běžném ranním kostýmu a kromě barvy pleti a orientálního zabarvení rysů je bylo jen stěží možné rozeznat od jejich anglických společníků. | “ |
| — Newcastle Daily Chronicle, 23. října 1872 | |   |

Z Newcastlu upon Tyne se skupina vydala do Yorkshiru, kde navštívila venkov a opatství Bolton Abbey. Poté si prohlédla textilní závody Salts Mill v Saltaire a Dean Clough Mill v Halifaxu. V doprovodu britského vyslance v Japonsku sira Harryho Smithe Parkese si skupina prohlédla nejen výrobní závody, ale také vesnická ubytovací zařízení, školy, chudobince, nemocnice a parky, které sir Titus Salt a sir John Crossley poskytli svým dělníkům. Po návštěvě Chatsworth House dne 30. října, následovaly návštěvy Burton-upon-Trent, Birminghamu, Worcesteru, Stoke on Trent a Chesteru.
Delegace byla 5. prosince 1872 představena na oficiální audienci u královny Viktorie na hradě Windsor. Další audience u prince z Walesu se konala 9. prosince v Sandringhamu. Nakonec se skupina vydala 16. prosince do Francie.

### Další evropské státy a návrat do Japonska

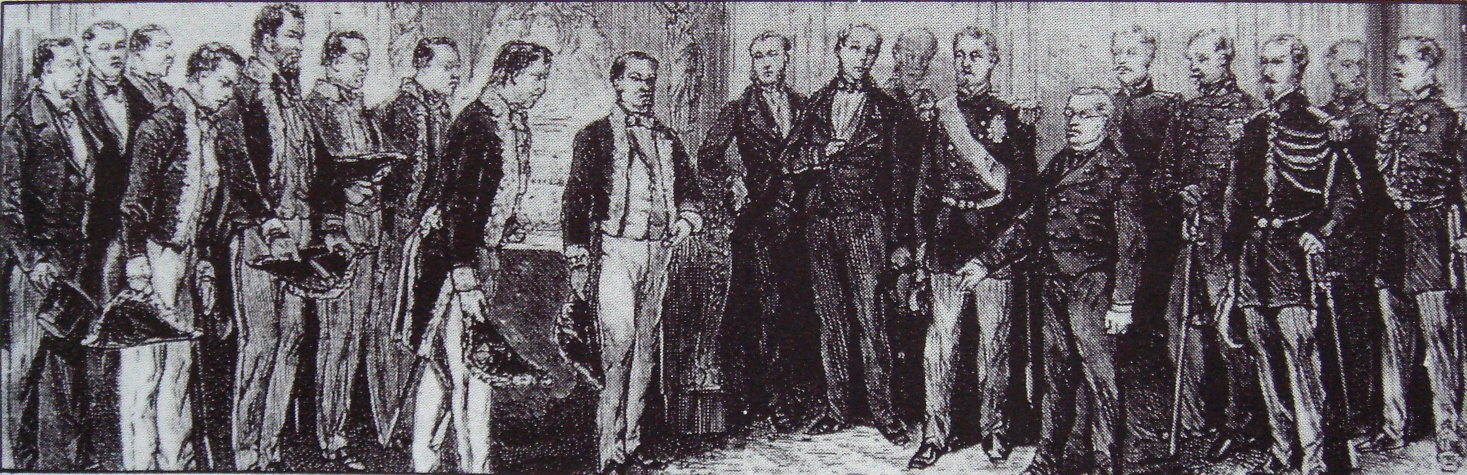
Iwakurova mise na návštěvě u francouzského presidenta Thierse dne 26. prosince 1872

V první polovině roku 1873 misie navštívila Francii, Belgii, Nizozemsko, Německo, Dánsko, Švédsko, Rakousko, Itálii a Švýcarsko. Na zpáteční cestě navštívili také Egypt, Aden, Cejlon, Singapur, Saigon, Hongkong a Šanghaj, i když návštěvy těchto míst byly mnohem kratší. Mise nakonec dorazila do Jokohamy 13. září 1873, téměř dva roky po první cestě.

## Účel cesty a výsledky
Jako úspěšně splněný cíl mise, lze považovat první bod, tedy předání pověřovacích listin panovníkům a ujištění o stabilní situaci Japonska. Přátelské přijetí mise ze strany západních velmocí lze vysvětlit uvědoměním významného potenciálu japonského trhu a možnost nových obchodních vazeb. Přijetí japonské výpravy bylo také otázkou prestiže a existovala i možnost budoucího vlivu na tuto, tehdy z jejich pohledu, malou zemi. Západní svět také vnímal Japonsko více pozitivně, než vnímal např. Čínu, právě kvůli vykazování touhy učit se od západní civilizace.
Naprostý neúspěch byl v případě druhého bodu mise, který se týkal nerovnoprávných smluv. Ke změně došlo až v roce 1911, kdy se Japonku podařilo získat zpět od USA kontrolu nad svými tarify týkajícími se cel. První stát, který se zřekl svých práv v Japonsku bylo Mexiko v roce 1888. Důležitou však byla dohoda s velkou Británií z roku 1894, která zaručila, že se Británie vzdá svých nároků k roku 1899. Británii pak napodobily i další státy, na toto zrovnoprávnění však neměla Iwakurova mise žádný přímý vliv.
Co se týče třetího cíle, Iwakurova mise byla jen jedním ze způsobů, jakým do Japonska pronikal po reformách Meidži západní svět. Do Japonska přijíždělo množství západních vzdělanců a k osvětě západní civilizace přispěly i překlady západní literatury. Je těžké rozlišit, přímé vlivy Iwakurovy mise. Iwakurova mise byla tak spíše symbolem, ačkoli je nesporné, že mnozí její účastníci mohli na společnost působit svými nově nabitými znalostmi. Byli to právě spíše studenti a učenci, kteří přinesli hlavní změny, než technologie. I přes množství navštívených továren, lze zavezení nových technologií do Japonska připsat spíše zahraničním inženýrům. Prohlídky továren členům Iwakurovy mise sloužily spíše jako upomínka, jak daleko bude muset Japonsko dojít, než se bude moci srovnávat se západními mocnostmi.